# Tiefwasserhafen Yangshan
[veraltet]
Der Tiefwasserhafen Yangshan (chinesisch 洋山深水港, Pinyin Yángshān Shēnshuǐ Gǎng) ist ein Tiefwasserhafen im Kreis Shengsi (Stadt Zhoushan) in der Hangzhou-Bucht 90 Kilometer (Luftlinie) südlich von Shanghai und gehört zum Hafen von Shanghai. Der 2005 teileröffnete Hafen ist über die ebenso 2005 fertiggestellte Donghai Daqiao, eine 32,5 km lange Brücke, mit dem Festland verbunden und wurde in die Planstadt Lingang integriert.

## Bau

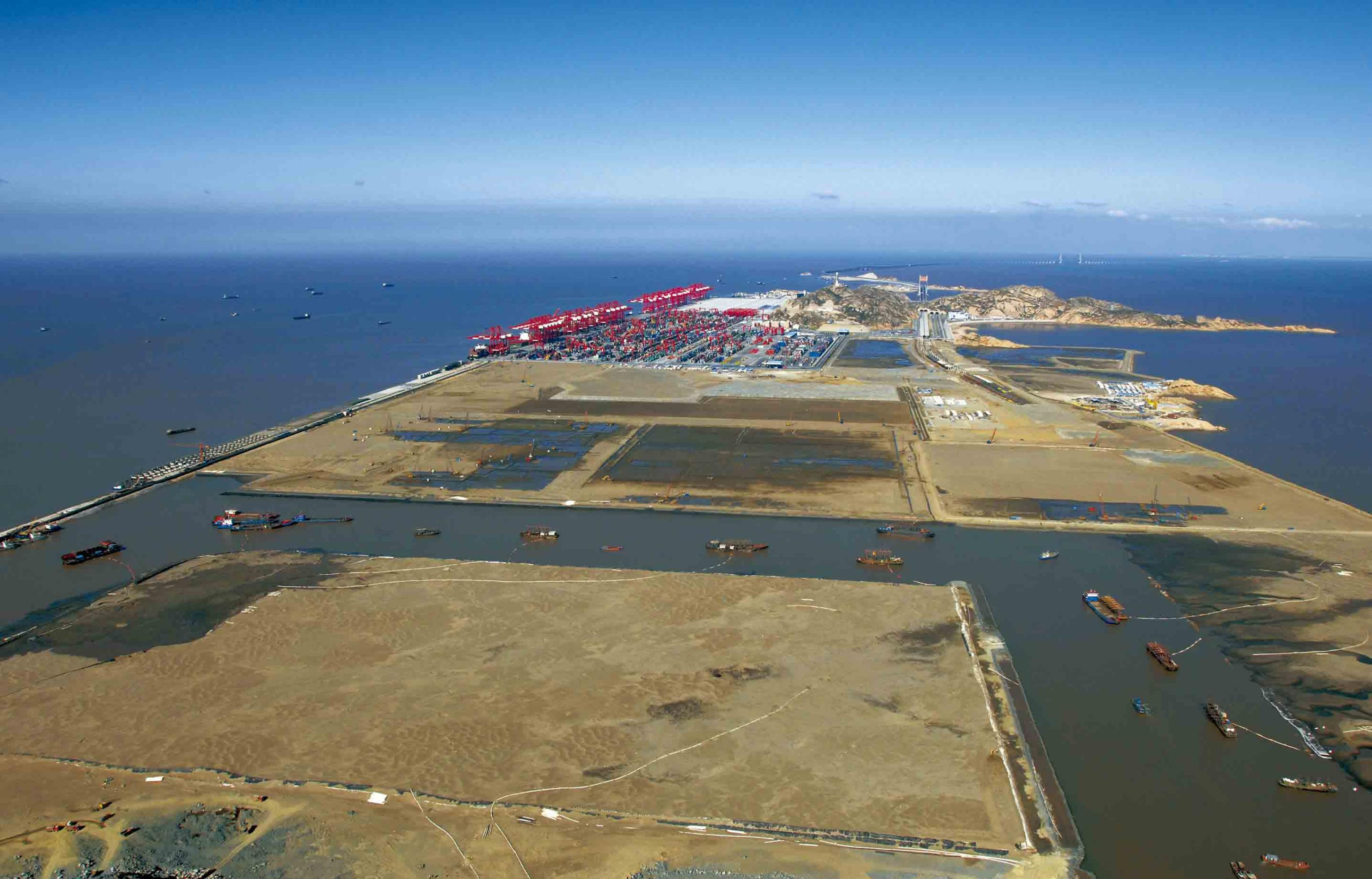
Landgewinnung während der Bauphase 2007

Notwendig wurde dieser Tiefwasserhafen, um die bisherigen Gezeiten-abhängigen Flusshäfen an den Ufern des Jangtse durch einen leistungsfähigeren Tiefwasser-Umschlagplatz zu ergänzen. Der Hafen wurde auf und um die im chinesischen Meer befindlichen Inseln Xiao Yang Shan und Da Yang Shan (beide sind Teil der zur Provinz Zhejiang gehörenden felsigen Inselgruppe Zhoushan) gebaut. Die auf der Inselgruppe wohnenden Familien (hauptsächlich Fischer) mussten umgesiedelt werden, einige Felsen wurden abgetragen und zur Aufschüttung neuer Hafenflächen verwendet. Die Bauphase des modular auszubauenden Hafens soll planmäßig 2020 abgeschlossen sein.

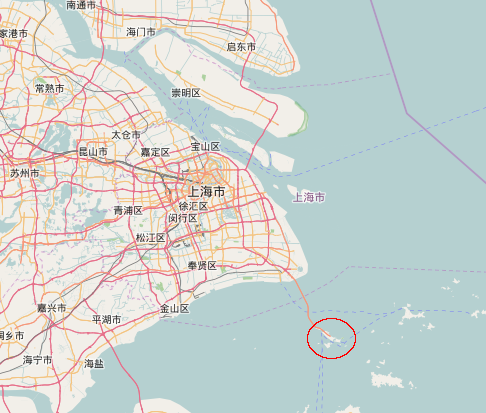
Der Tiefwasserhafen Yangshan befindet sich auf offenem Meer

Der Tiefwasserhafen hat keine Eisenbahn-Anbindung erhalten, so dass der Transport der Güter ins Umland neben dem Transport mit Container-Feederschiffen nur mit Lkw erfolgen kann. Yangshan Port hat das größte automatisierte Containerterminal der Erde. 2017 befinden sich an 2350 Metern Kailänge 10 Brücken- und 40 Portalkräne, hier sind 50 AGV in Betrieb. Der Terminal soll weiter ausgebaut werden, sodass hier zusammen 26 Brücken- und 120 Portalkräne sowie 130 AGV zum Einsatz kommen sollen.